# Legermuseum (Delft)
Het Legermuseum was een museum gericht op de geschiedenis van de Nederlandse krijgsmacht, met name de landstrijdkrachten. Het was van 1986 tot januari 2013 gevestigd aan de Korte Geer te Delft, in de Nederlandse provincie Zuid-Holland. In 2013 is het museum samengevoegd met het Militaire Luchtvaart Museum in Soesterberg, provincie Utrecht, en daar is ook de hele collectie naartoe verhuisd.

## Collectie
De oorsprong van de collectie is de grote privéverzameling van generaal F.A. Hoefer (1850-1938). Hij kocht Kasteel Doorwerth bij Arnhem om daar de collectie onder te brengen en voor het publiek toegankelijk te maken. Op 5 augustus 1913 opende prins Hendrik het museum en noemde dit het 'Nederlandsch Artillerie Museum'. Het museum werd door de minister van Oorlog ondergebracht in de Stichting Het Nederlandsch Legermuseum, waarvan Hoefer tot zijn dood voorzitter bleef. In 1973 kreeg de Stichting het predicaat Koninklijk.

## Locatie

#### Leiden

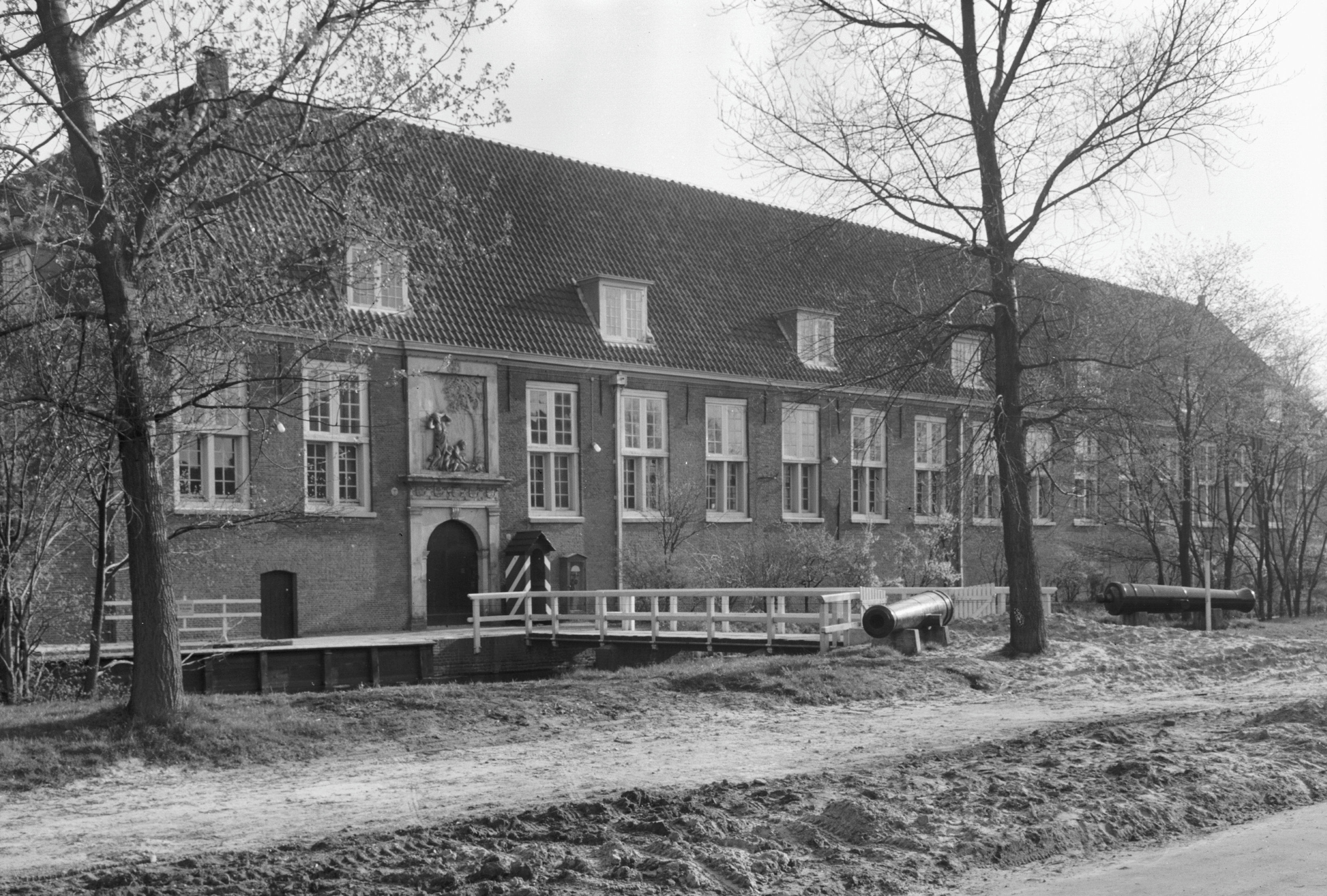
Legermuseum in het Pesthuis te Leiden, 1949-1986

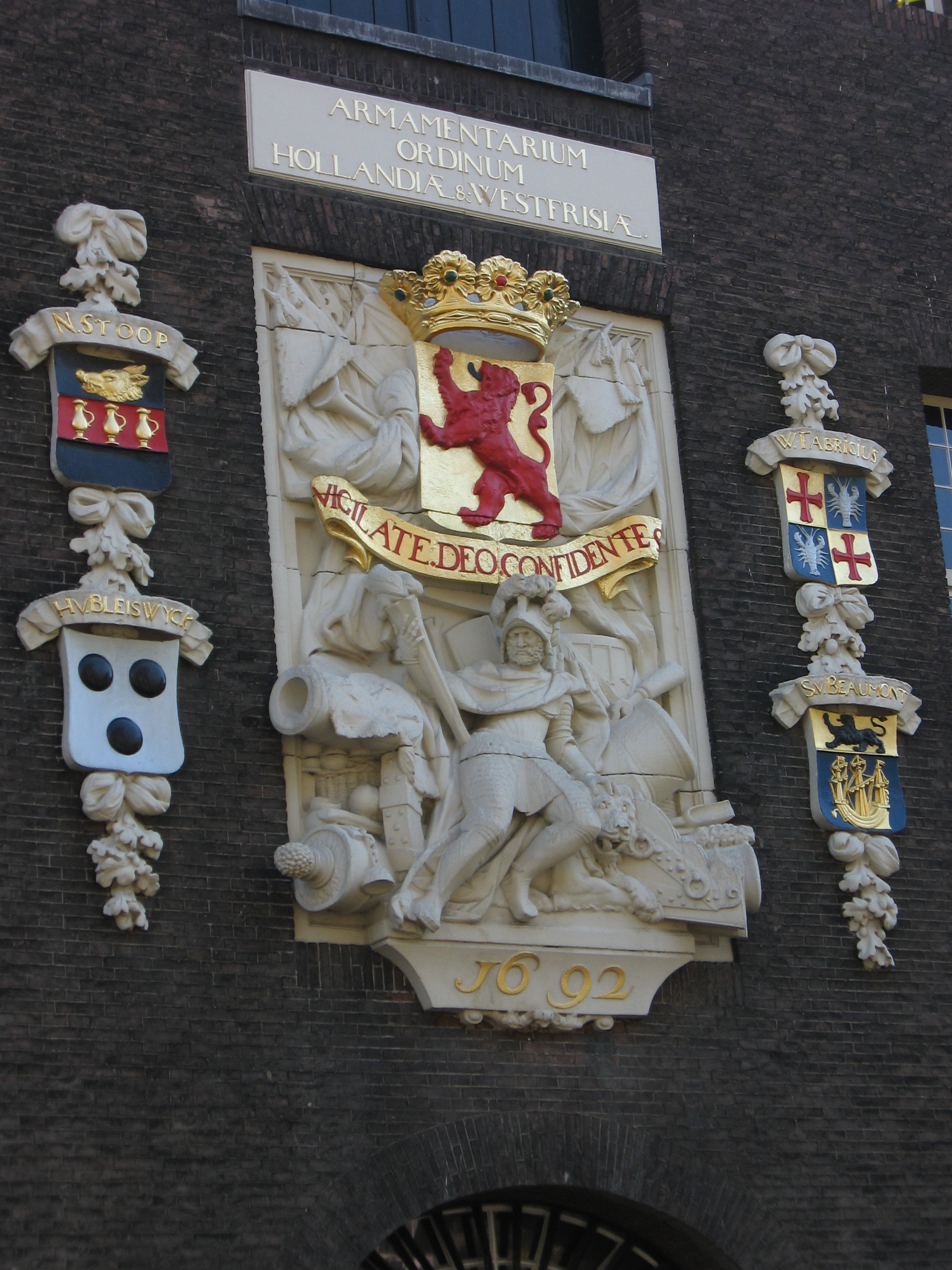
Gevelsteen (zijde Oude Delft)

In 1940 nam het Ministerie van Defensie de huur van het Pesthuis in Leiden over van het Ministerie van Justitie. Kort na het uitbreken van de Tweede Wereldoorlog werd besloten om de collectie van het Legermuseum van Kasteel Doorwerth daarheen te verhuizen. De Tweede Wereldoorlog vertraagde de noodzakelijke restauratie. Het nieuwe museum werd in 1949 geopend, onder de naam Nederlandse Leger- en wapenmuseum "Generaal Hoefer"; de officiële opening was zelfs pas in 1956.

#### Delft
In 1959 kreeg de Stichting ook de beschikking over het Armamentarium in Delft. Het was een voormalig artilleriemagazijn van de Staten van Holland en West-Friesland. Het oudste deel dateert uit de periode 1601-1602. Er zijn uitbreidingen toegevoegd in 1660 en rond 1692. In 1802, nadat de Vereenigde Oostindische Compagnie failliet gegaan was, werd een VOC-pakhuis bij het Armamentarium gevoegd. In 1959 is er een grote voorraad munitie en geschut uit de Tweede Wereldoorlog verworven, die in eerste instantie gebruikt werd als studiemateriaal.
De collectie werd aan de Stichting overgedragen, die daarmee twee locaties had, in Leiden en in Delft. Er werd besloten het Armamentarium in Delft te restaureren en renoveren, hetgeen acht jaar duurde, en daar de gehele collectie onder te brengen. In 1986 verrichtte de minister van Defensie in aanwezigheid van prins Bernhard alvast de opening van de historische expositie in het drie verdiepingen tellende gebouw uit 1692, en in 1989 opende koningin Beatrix het hele museum. Het gebouwencomplex was in gebruik als Koninklijk Militair Historisch Museum. 
Het instituut wilde de bezoeker onder andere een grondige impressie bieden van de Nederlandse krijgsgeschiedenis. Het Legermuseum trok jaarlijks ongeveer 61.000 bezoekers. Na het vertrek van het museum van deze locatie, in 2013, werd nagedacht over een nieuwe invulling van het Armamentarium door onder andere de stichting STARD. Vanaf 2014 is een deel van het gebouw tijdelijk in gebruik door de TU Delft. In juli 2015 werd het Armamentarium van Rijksgebouwendienst verkocht aan ArsenaalDelft, een ontwikkelcombinatie van investeerder Driestar b.v. en projectontwikkelaar cepezedprojects b.v. ArsenaalDelft wil het monumentale voormalige legermuseum in de komende jaren herontwikkelen tot een hotel en restaurant.

#### Soesterberg
Het Legermuseum, in 2013 vertrokken uit Delft, is samengevoegd met het Militaire Luchtvaart Museum in Soesterberg. Het nieuwe museum, gelegen op de voormalige vliegbasis Soesterberg is in 2014 geopend als het Nationaal Militair Museum. Bij het nieuwe museum is een groot buitenterrein voor exposities en evenementen.